# Prix Chartier
Le prix Chartier est un prix de composition musicale créé en 1859 et décerné par l'Académie des beaux-arts de l'Institut de France. Il est destiné à récompenser l'excellence d'une production dans le domaine de la musique de chambre.

## Histoire
Ce prix doit son nom et son existence à Charles-Hyacinthe-Suzain-Jean Chartier, amateur de musique habitant la commune de Breteil décédé le 7 juillet 1858 dans le premier arrondissement de Paris. Le montant provient de la vente de lettres autographes de Nicolas Poussin achetées à Chartier par la Bibliothèque impériale. Il écrit dans son testament : 

« Je donne et lègue à l'Académie des Beaux-Arts de l'Institut de France une rente annuelle de sept cents francs, pendant cent ans, en faveur des meilleures œuvres de musique de chambre, trios, quatuors, etc., qui approcheront le plus des chefs-d’œuvre en ce genre. »

Le legs est validé par décret impérial le 15 janvier 1859 et est officialisé lors de la séance publique annuelle de l'Académie des beaux-arts du 12 octobre 1861 : 

« L'Académie, ayant eu cette année à sa disposition deux de ces annuités, a décerné le 23 février dernier le prix fondé par M. Chartier, à M. Charles Dancla, professeur au Conservatoire impérial de musique. Dans sa séance du 28 septembre dernier, elle a décerné ce prix à Madame Farrenc, professeur au Conservatoire impérial. Elle a apprécié dans les compositions de M. Ch. Dancla un style élégant, correct, inspiré des meilleures traditions ; Dans celles de Madame Farrenc, dont plusieurs œuvres ont été applaudies aux concerts du Conservatoire, un style élevé et magistral. »

Les deux premiers récipiendaires sont ainsi Charles Dancla, au titre de l'année 1860, et Louise Farrenc pour 1861, une des trois seules femmes à recevoir le prix avec Clémence de Grandval (1890) et Henriette Renié (1916).

## Lauréats
- 1861 : Charles Dancla (pour 1860) et Louise Farrenc
- 1862 : Adolphe Blanc[8]
- 1863 : Auguste Morel[9]
- 1864 : non décerné[1]
- 1865 : Léon Gastinel[10]
- 1866 : non décerné[1]
- 1867 : non décerné[1]
- 1868 : Charles Dancla[11]
- 1869 : Louise Farrenc[12]
- 1870 : non décerné[1]
- 1871 : Georges Mathias[13]
- 1872 : Georges Pfeiffer[14]
- 1873 : Edmond Membrée[15]
- 1874 : Auguste Morel[16]
- 1875 : Théodore Gouvy[17]
- 1876 : Eugène Sauzay[18]
- 1877 : Auguste Morel et Charles Dancla[19]
- 1878 : Édouard Lalo[20]
- 1879 : Benjamin Godard[21]
- 1880 : Édouard Broustet[22]
- 1881 : César Franck[23]
- 1882 : Charles-Marie Widor[24]
- 1883 : René de Boisdeffre[25]
- 1884 : Charles Lefebvre[26]
- 1885 : Gabriel Fauré[27]
- 1886 : Louis Diémer[28]
- 1887 : Paul Lacombe[29]
- 1888 : Alphonse Duvernoy[30]
- 1889 : Émile Bernard[31]
- 1890 : Clémence de Grandval[32]
- 1891 : Ernest Deldevez[33]
- 1892 : Charles Lefebvre[34]
- 1893 : Gabriel Fauré[35]
- 1894 : Léon Boëllmann[36]
- 1895 : Georges Alary[37]
- 1896 : Fernand de La Tombelle[38]
- 1897 : Émile Ratez[39]
- 1898 : Henri Dallier[40]
- 1899 : Jules Auguste Wiernsberger[41]
- 1900 : Alphonse Duvernoy[42]
- 1901 : Fernand Le Borne[43]
- 1902 : Ange Flégier[44]
- 1903 : Camille Chevillard[45]
- 1904 : Samuel Rousseau[46]
- 1905 : Dominique-Charles Planchet[47]
- 1906 : Alphonse Duvernoy[48]
- 1907 : Jules Mouquet[49]
- 1908 : Amédée Reuchsel[50]
- 1909 : Guy Ropartz[51]
- 1910 : Jean-Baptiste Ganaye[52]
- 1911 : Charles Tournemire[53]
- 1912 : Henri Marteau[54]
- 1913 : Maurice Emmanuel[55]
- 1914 : Auguste Chapuis[56]
- 1915 : Maurice Reuchsel[57]
- 1916 : Henriette Renié[58]
- 1917 : Louis Dumas[59]
- 1918 : Philippe Gaubert[60]
- 1919 : Marc Delmas[61]
- 1920 : Paul Paray[62]
- 1921 : Max d'Ollone[63]
- 1922 : Auguste Chapuis[64]
- 1923 : Henri Dallier[65]
- 1924 : Maurice Emmanuel[66]
- 1925 : Florent Schmitt[67]
- 1926 : Jean Huré[68]
- 1927 : Jean Cras[69]
- 1928 : Henri Dallier[70]
- 1929 : Pierre Kunc[71]
- 1930 : Henri Woolett[72]
- 1931 : Pierre de Bréville[73]
- 1932 : Jean-Baptiste Ganaye[74]
- 1933 : Gilbert Beaume[75]
- 1934 : René Delaunay[76]
- 1935 : Ermend Bonnal[77]
- 1936 : Paul Ladmirault[78]
- 1937 : Robert Planel[79]
- 1938 : Jules-Marie Laure Maugüé[80]
- 1939 : Jules Mazellier[81]
- 1940 : Pierre Lantier[82]
- 1941 : Henri Challan[83]
- 1942 : Jacques Larmanjat (d)[84]